# 津村重舎

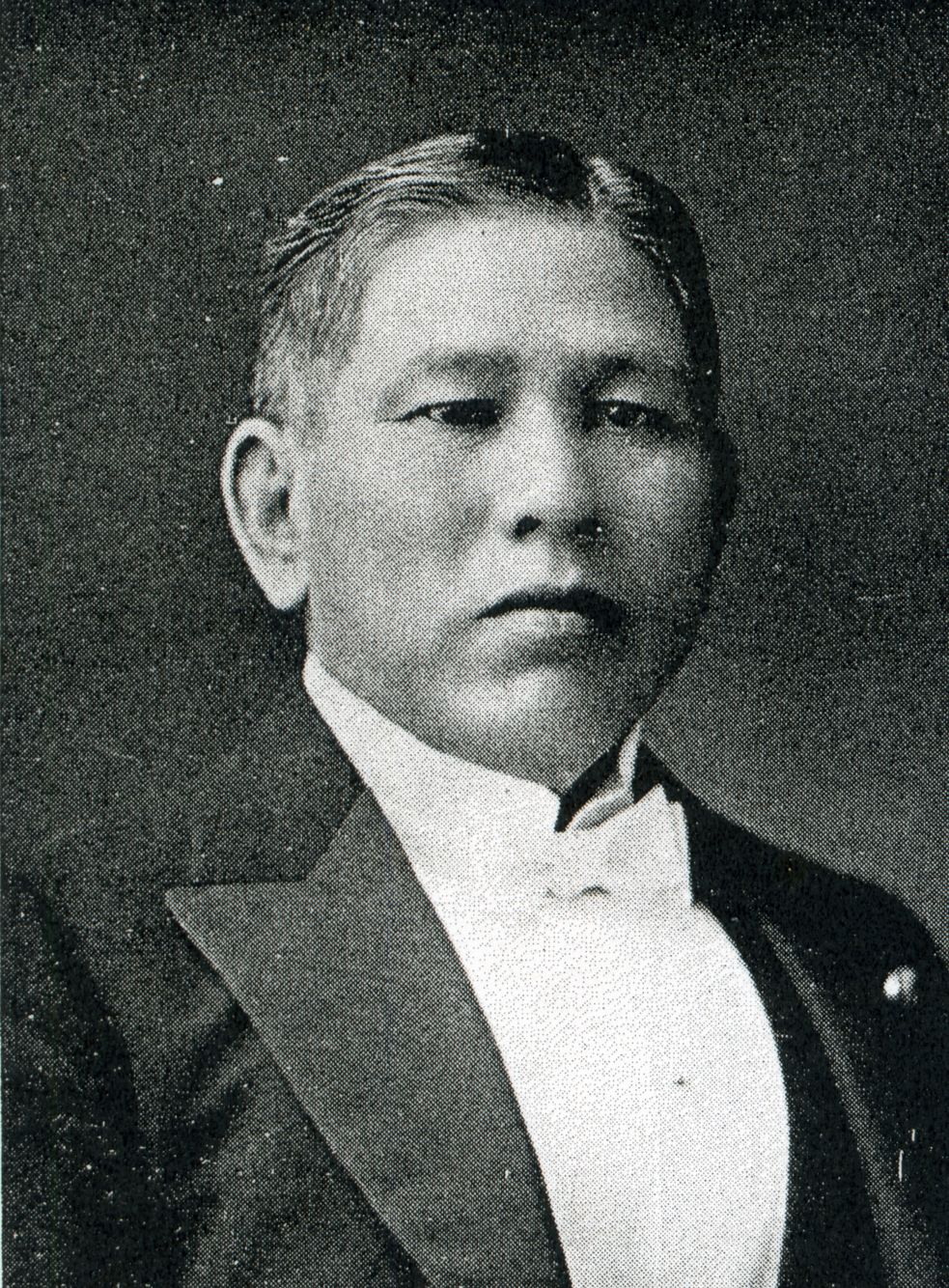
津村重舎（初代）の肖像写真

津村 重舎（つむら じゅうしゃ、1871年8月20日〈明治4年7月5日〉 - 1941年〈昭和16年〉4月28日）は日本の実業家。大和国宇陀郡池上村（後に奈良県宇陀郡榛原町、現在は宇陀市）出身。廃藩置県の9日前に出生。
1893年（明治26年）に津村順天堂（現・ツムラ及びバスクリンの前身）を創業した。1925年（大正14年）から1936年（昭和11年）まで貴族院議員を務めた。

## 経歴
出身の大和国（奈良県）から上京し、東京高等商業学校（現・一橋大学）中退。1893年（明治26年）津村順天堂を創業、日本橋に店を構えて婦人用煎じ薬中将湯の販売を始めた。郵便報知新聞に広告を出し、1895年（明治28年）には日本で初めてガスイルミネーションを用いた看板を掲げた。他にもアドバルーンを活用するなど、様々なアイディアで広告・販売促進戦略を行い、後に「PRの天才」と呼ばれるようになった。
政界では、1904年（明治37年）3月、東京市会議員、1918年（大正7年）6月、東京市参事会員に選出された。1925年（大正14年）東京府多額納税者として貴族院多額納税者議員に互選され、同年9月29日に就任し研究会に所属。 二・二六事件の反対演説により、1936年（昭和11年）5月15日、貴族院議員を辞任した。昭和16年4月28日没。墓所は京橋区築地の築地本願寺子院の法重寺。

## 企業関係

### 設立に関与した企業
- 1893年（明治26年）、津村順天堂
- 1905年（明治38年）、株式会社東亜公司（取締役のち取締役社長）
- 1905年（明治38年）、日本売薬株式会社（取締役）
- 1916年（大正5年）、合資会社アーセミン商会（第一製薬の前身（現・第一三共株式会社））（代表社員）

### その他関与した企業等
- 1920年（大正9年）、上海油脂工業株式会社（粉川広吉が設立[5]）の監査役に就任
- 1920年（大正9年）、江東製薬株式会社（榊原常吉、田辺五兵衛が設立）の取締役社長に就任
- 1922年（大正11年）、東京軽量器製作所の代表取締役に就任
- 1926年、学術雑誌「植物研究雑誌」（主宰：牧野富太郎）を創刊
- 1927年（昭和2年）、社団法人日本橋倶楽部の理事に就任
- 1928年（昭和3年）、銚子醤油（現・ヒゲタ醤油）の監査役に就任
- 1929年（昭和4年）、日本広告倶楽部設立時の理事長に就任
- 1939年（昭和14年）、株式会社加藤製作所の経営に参画

## 著書
- 『満州国を旅して』津村順天堂、1932年12月。 NCID BA44642869。
- 『皇室中心主義』政治経済時論社出版部、1934年4月。 NCID BA86022259。全国書誌番号:44008968 NDLJP:1439325。
- 『皇室中心主義』 第2編、政治経済時論社出版部、1935年2月。 NCID BA86022259。全国書誌番号:44050916 NDLJP:1438280。
- 『明朗大臣〇〇〇〇論』時事問題社、1936年2月。全国書誌番号: NDLJP:1091080。

## その他
- ツムラ2代目社長も津村重舎（2代目重舎襲名前の名は基太郎）である。
- 津村敬天堂（津村順天堂とは別企業）を設立した津村岩吉は実の弟。
- 姓は津村姓ではなく山田姓と異なっている。これは、次男である重舎が、東京へ行き、遠縁の森田源右衛門の養子となり東京商業（今の一橋大学）に通ったり製薬の研究をしたのち、源右衛門の妻で親戚である養母いしが亡くなったのを契機に養子縁組を解消。奈良に帰った。その後、実父、山田安次郎の実弟で津村家に婿入りしていた津村磯次郎と養子縁組をして津村重舎と名乗り始めた。ちなみに叔父であり、養父である津村磯次郎の妻で養母の津村みつと東京で養子縁組をしていた森田源右衛門の妻いしは、津村みつが姉、森田いしが妹の姉妹である。又、実の兄である山田安民は信天堂山田安民薬房（現・ロート製薬）の創業者[6]。この山田安民も津村重舎に先立ち東京の森田源右衛門宅に寄寓。英吉利法律学校（今の中央大学）へ通っている。[7]